# Beach Pneumatic Transit
(Alfred Ely Beach nel 1870.)
Il Beach Pneumatic Transit (IPA: [biʧ nuˈmætɪk ˈtrænzɪt], in italiano letteralmente Trasporto pubblico pneumatico di Beach) era una linea metropolitana dimostrativa rimasta attiva tra il 1870 e il 1873. Basata sull'idea della ferrovia pneumatica, fu il primo tentativo di costruire una rete sotterranea di trasporto pubblico nella città di New York, che si sarebbe concretizzato solo nel 1904, con l'apertura della prima linea metropolitana gestita dall'IRT.

## Storia
Alfred Ely Beach effettuò una prima dimostrazione di una linea metropolitana pneumatica, in cui la pressione dell'aria muoveva le carrozze, all'American Institute Exhibition di New York nel 1867. Dopo aver dimostrato che la sua idea era realizzabile, Beach e la sua Beach Pneumatic Transit Company iniziarono la costruzione di una linea sperimentale al di sotto di Broadway, tra Warren Street e Murray Street. Per finanziare il progetto, Beach sborsò di tasca propria 350.000 dollari. Il tunnel, lungo 95 metri e con un diametro di 2,4 metri, venne costruito con uno scudo da scavo e fu completato nel 1870, dopo soli 58 giorni di lavoro. La linea fu aperta al pubblico il 26 febbraio dello stesso anno.

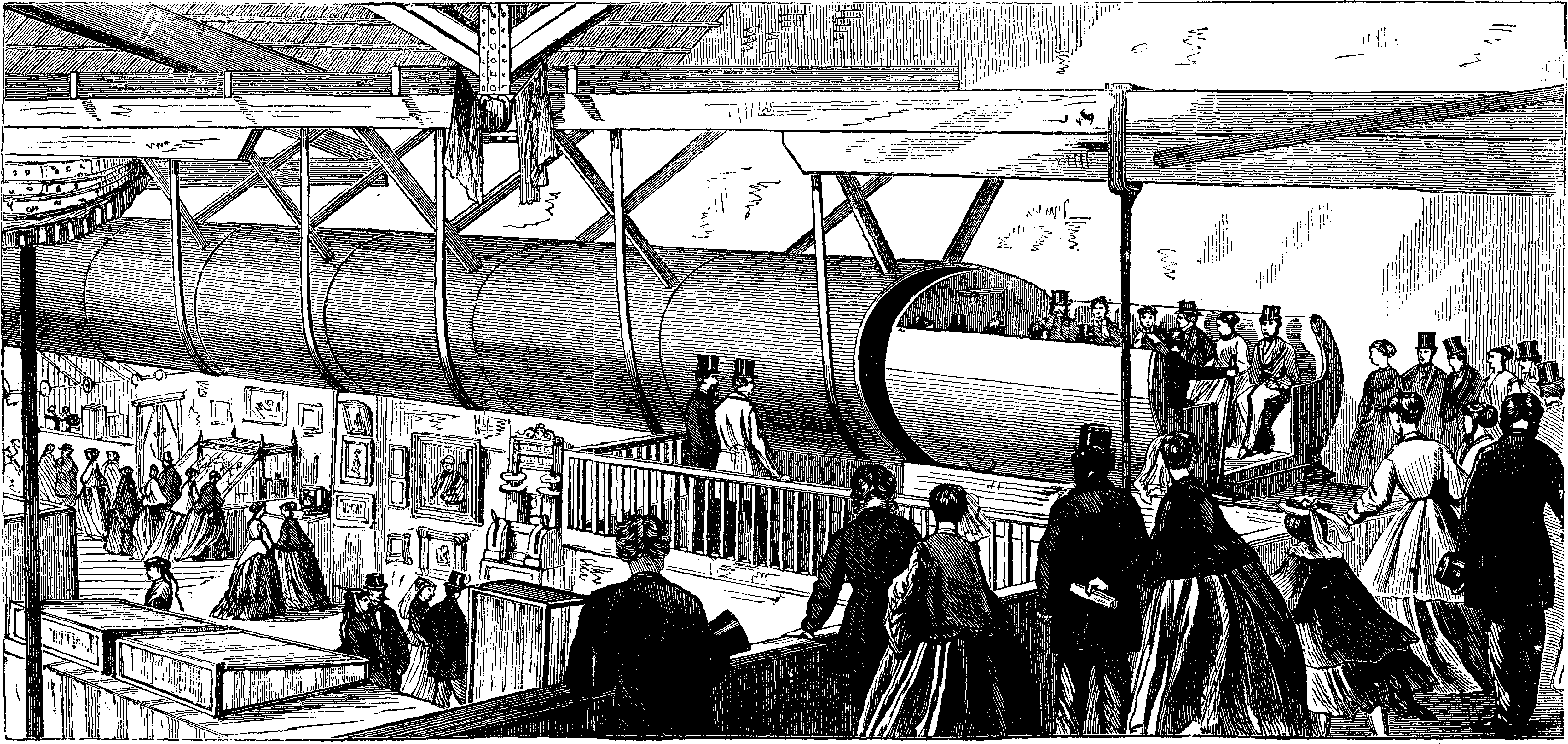
La prima dimostrazione di Alfred Ely Beach nel 1867 a New York.

Tuttavia William M. Tweed, uno dei più importanti politici della città dell'epoca, non avrebbe mai dato il proprio sostegno a un simile progetto e Beach iniziò quindi la costruzione della linea sotto il falso progetto di una coppia di tubi postali; in seguito però William Tweed modificò i permessi per consentire la costruzione di un'unica galleria più grande dove sarebbero stati poi alloggiati i due tubi più piccoli. All'apertura la tariffa per passeggero era pari a 25 centesimi e il ricavato venne devoluto alla Union Home and School for Soldiers' and Sailors' Orphans. Inoltre, secondo i progetti iniziali la linea avrebbe dovuto avere una lunghezza complessiva di 8 chilometri, arrivando fino a Central Park e snodandosi al di sotto di Broadway.
Per il pubblico il progetto era fondamentalmente un'attrazione; sulla linea funzionava infatti una sola carrozza che andava avanti e indietro dalla stazione di Warren Street alla parete cieca di fondo a Murray Street mentre i passeggeri potevano osservare come la linea metropolitana proposta avrebbe potuto essere. Nelle prime due settimane di apertura il Beach Pneumatic Transit trasportò 11 000 passeggeri, e oltre 400 000 durante il primo anno di attività. Anche se il progetto ottenne l'approvazione del pubblico, i piani di Beach furono ritardati da diverse ostruzioni provenienti dagli ambienti politici. Alla fine, comunque, Beach ottenne i permessi e la linea di prova venne chiusa nel 1873. Tuttavia, nello stesso anno, il progetto fu cancellato dopo che un crollo in borsa fece ritirare gli investitori; non era infatti chiaro se tale sistema potesse essere realizzabile su larga scala per un'intera rete metropolitana.

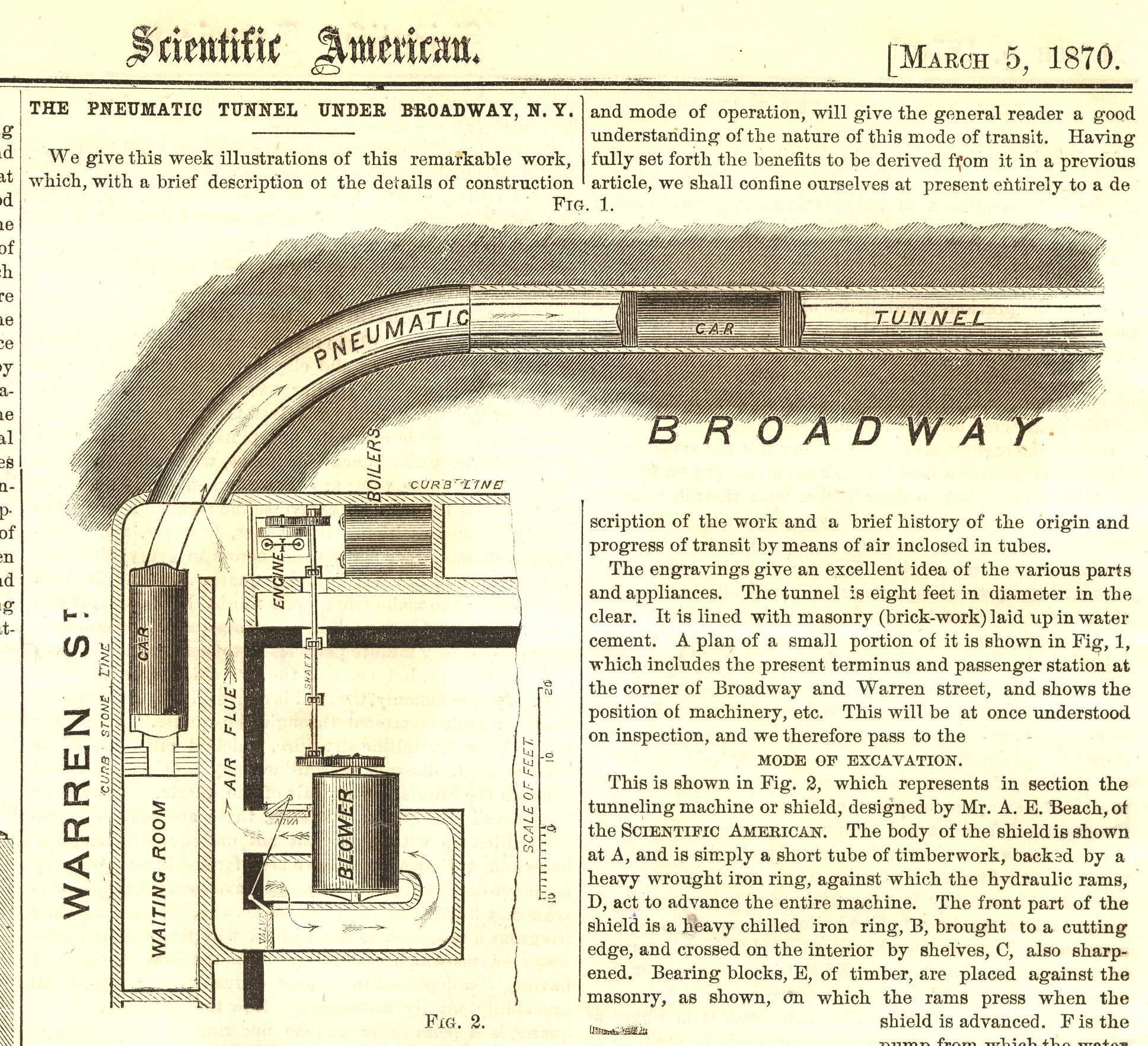
Pagina del Scientific American del 5 marzo 1870 in cui Alfred Ely Beach presenta il progetto della linea.

Dopo che la linea fu chiusa, l'entrata del tunnel venne sigillata e la stazione, costruita in parte nel seminterrato del Rogers Peet Building, fu convertita ad altri usi. L'edificio fu poi distrutto dalle fiamme nel 1898. Nel 1912, durante i lavori di scavo per l'attuale linea BMT Broadway furono trovati i resti del tunnel, con all'interno la carrozza passeggeri, lo scudo usato per lo scavo e il pianoforte presente all'ingresso della stazione. Lo scudo venne poi donato alla Cornell University e da allora se ne sono perse le tracce. Il tunnel si trovava in gran parte nei limiti dell'attuale stazione di City Hall, ma alcuni affermano che parte del tunnel sia ancora accessibile da un tombino su Reade Street. Oggi nella stazione di City Hall è presente una targa in onore di Alfred Beach, commissionata dalla New York Historical Society.

## Caratteristiche
Il progetto venne concepito per essere all'insegna del lusso. La stazione di Warren Street era infatti ornata con affreschi, poltrone e lampade Zirconia che rivelavano la ricercatezza del progetto. Diverse statue e una vasca per pesci rossi intrattenevano i passeggeri mentre aspettavano il loro turno. L'ingresso della stazione era situato nel Devlin's Clothing Store, un negozio molto conosciuto all'epoca e posto presso 260 Broadway, all'angolo sud-ovest di Warren Street.
L'unica carrozza in servizio poteva accogliere fino a 22 persone e veniva spostata da una pompa da vuoto pesante 44 tonnellate soprannominata the Western Tornado e prodotta dalla Roots Blower Company. Quando la carrozza arrivava alla fine del percorso, il meccanismo veniva invertito e la vettura trascinata dal risucchio.

## Nella cultura di massa
- Nel romanzo del 1973 The Taking of Pelham One Two Three di Morton Freedgood uno dei personaggi parla del tunnel come una possibile via di fuga per i criminali che hanno preso in ostaggio un treno della metropolitana. La storia della linea di Beach è brevemente descritta, tuttavia alla fine non viene utilizzata nella fuga.
- Nel film Ghostbusters II - Acchiappafantasmi II del 1989 si parla di una New York Pneumatic Railroad. In particolare, il film descrive una fittizia stazione di Van Horne sotto l'incrocio tra East 77th Street e First Avenue, dove un fiume sotterraneo di ectoplasma scorre attraverso i suoi tunnel verso il fittizio Manhattan Museum of Art. La stazione mostrata nel film si basa in realtà sulla stazione chiusa di City Hall.[18]
- Nel romanzo Downsiders di Neal Schusterman ci sono diverse citazioni dal Beach Pneumatic Transit.
- Nel romanzo Faces in the Crowd di William Marshall il tunnel e la stazione abbandonata sono il covo di una banda criminale.
- La canzone Sub-Rosa Subway del primo album del gruppo musicale canadese Klaatu è dedicata al Beach Pneumatic Transit.
- Nel film Fievel - Il tesoro dell'isola di Manhattan del 1998 i protagonisti Fievel Mouskewitz e Tony Toponi esplorano una serie di caverne direttamente sotto alla stazione abbandonata del Beach Pneumatic Transit.
- Nel fumetto Atomic Robo Volume 6: The Deadly Art of Science viene rappresentata un'intera rete di linee pneumatiche al di sotto di Manhattan. Costruita in parte da Nikola Tesla, la rete è stata chiusa per non essere stata realizzata "secondo il codice" e la sua esistenza non è nota al grande pubblico.